# Distrito de Corculla
El distrito de Corculla es uno de los diez distritos que conforman la Provincia de Páucar del Sara Sara, ubicada en el Departamento de Ayacucho, en el Perú.
El nombre de Corculla está compuesto de dos palabras quechua, qori que significa oro, qhuya que significa mina o yacimiento metalífero, qoriqhuya, que vendría a ser yacimiento metalífero de oro, con la llegada de los españoles se derivó a Coricuya, y posteriormente Corcuya, y finalmente Corculla, Corculla fue un yacimiento metalífero de oro muy importante en los tiempos del incanato.[cita requerida]

## Historia
El distrito fue creado el 24 de julio de 1952.[cita requerida]
En la ciudad capital se encuentra representado por el Centro Fraternal Corculla, una de las instituciones sociales más antiguas del Perú, que fue fundada el 3 de octubre de 1915 en Breña, ciudad de Lima, en la actualidad tiene Delegados en el pueblo de Corculla.[cita requerida]

## División administrativa

### Caseríos
- Huayrana
- Pampachacra
- Uscaya

## Festividades
- 16 de julio: Festividad en honor al Señor de Yampura
- 25 de julio: Festividad en honor al Apóstol Santiago

## Autoridades

### Municipales
- 2019 - 2022[1]
  - Alcalde: Percy Conberty Mendoza Acapana, del Movimiento Regional Gana Ayacucho.
  - Regidores:

  1. Samuel Gregorio Castañeda Valencia (Movimiento Regional Gana Ayacucho)
  2. Luz Mery Filomena Baldarrago Castillo (Movimiento Regional Gana Ayacucho)
  3. Luceres Candy Mendoza Chancahuaña (Movimiento Regional Gana Ayacucho)
  4. Carlos Enrique Ñuñuri Llerena (Movimiento Regional Gana Ayacucho)
  5. Teodoro Narciso Cucho Chuquitaype (Musuq Ñan)

Alcaldes anteriores
- 2015 - 2018: Mario Juan felix, Miranda Cateriano